# Kortsporige wortelbekerzwam
De kortsporige wortelbekerzwam (Sowerbyella brevispora) is een schimmel behorend tot de familie Pyronemataceae. Het heeft kortere sporen dan andere soorten in het geslacht Sowerbyella, waar het zijn naam aan dankt. Deze soort is wetenschappelijk beschreven door de Finse botanicus en mycoloog Harri Tapani Harmaja en voor het eerst geldig gepubliceerd in 1984.

## Kenmerken
Uiterlijke kenmerken
Het vruchtlichaam is bekervormig en heeft egale gelige kleur. De beker is eerst diep en wordt naarmate hij ouder wordt onregelmatiger en ondieper. De buitenzijde is fijn behaard hetgeen het beste in droge toestand goed te zien is. De steel is circa 2 tot 5 cm lang en 0,2 tot 0,6 cm dik. 
Microscopische kenmerken
De asci zijn 160-230 × 6,5-7,5 µm groot en hebben regelmatige netachtige versieringen. De ascosporen zijn meestal ellipsvormig, voorzien van twee oliedruppels en geornamenteerd met een overvloedige hoeveelheid van zeer kleine wratjes die los van elkaar staan en ongeveer even groot zijn door de hele spore. In de meeste volwassen sporen is een gasvormige Bary bubbel aanwezig. De sporenmaat is 9,0-12,0 × 5,0-6,5 µm. Het heeft hiermee de kleinste sporen van de soorten in het geslacht Sowerbyella.

## Verspreiding
In Nederland komt de kortsporige wortelbekerzwam uiterst zeldzaam voor. Op 28 november 2011 is deze soort voor het eerst aangetroffen in Nederland. De vindplaats was de Coepelduynen, het duingebied aan de kust tussen Katwijk en Noordwijk. Hij is niet bedreigd en staat niet op de rode lijst. In Finland is het eerste exemplaar gevonden tussen naalden van de fijnspar (Picea abies).